# كينيدي فرازير
كينيدي فرازير (بالإنجليزية: Kennedy Fraser)‏ هي مقالاتية أمريكية، ولدت في 1948 في إنجلترا في المملكة المتحدة.